# Bohaté Málkovice
Bohaté Málkovice är en ort i Tjeckien.   Den ligger i regionen Södra Mähren, i den östra delen av landet, 210 km sydost om huvudstaden Prag. Bohaté Málkovice ligger 259 meter över havet och antalet invånare är 255.
Terrängen runt Bohaté Málkovice är platt åt nordväst, men åt sydost är den kuperad. Runt Bohaté Málkovice är det ganska tätbefolkat, med 72 invånare per kvadratkilometer. Närmaste större samhälle är Vyškov, 9,9 km norr om Bohaté Málkovice. Trakten runt Bohaté Málkovice består till största delen av jordbruksmark.